# BAP Coronel Bolognesi (CL-82)
L'incrociatore Coronel Bolognesi ex HMS Ceylon ha operato per quattro decenni prima sotto la bandiera inglese e poi sotto quella peruviana. La nave era un incrociatore leggero della classe Crown Colony che i peruviani acquistarono dagli inglesi alla fine del 1959.

## HMSCeylon
La costruzione della nave per la Royal Navy iniziò nel cantiere navale scozzese Alexander Stephen and Sons di Govan sul fiume Clyde presso Glasgow, dove venne impostata il 27 aprile 1939; varata il 30 aprile 1942 è entrata in servizio il 13 luglio 1943 con il nome HMS Ceylon (30) partecipando alla seconda guerra mondiale. La nave, inizialmente inquadrata nella Home Fleet, dopo due mesi dall'entrata in servizio venne trasferita alla Eastern Fleet e nel novembre 1944 alla British Pacific Fleet, impiegata nel corso del conflitto nell'Oceano Indiano e nel Pacifico.
Terminato il conflitto, nell'ottobre 1945 fece ritorno nel Regno Unito, dove entrò in cantiere per lavori di manutenzione generale.
Dal 1946 la nave venne dislocata a Portsmouth fino al 1950, quando venne destinata nuovamente nelle Indie Orientali e nell'estremo oriente, dove venne anche impegnata durante la guerra di Corea. Nel 1954 fece rientro in cantiere per lavori di manutenzione straordinaria.
Dal 1956 al 1959 venne impiegata nella Mediterranean Fleet, nella Home Fleet e ad est di Suez.
il 18 dicembre 1959 fece rientro a Portsmouth per andare in disarmo ed essere ceduta il 30 dicembre al Perù.

## BAP Coronel Bolognesi (CL-82)
Venduta al Perù l'unità venne ribattezzata Coronel Bolognesi entrando in servizio nella Marina de Guerra del Perú il 9 febbraio 1960 e raggiungendo la sua nuova base operativa di El Callao il 19 marzo successivo. La nave venne acquistata dalla Marina Peruviana insieme alla gemella HMS Newfoundland, ribattezzata a sua volta BAP Almirante Grau, e le due unità andarono a sostituire altri due incrociatori omonimi che il Perù si era fatto costruire nei cantieri navali del Regno Unito nel primo decennio del novecento.
Nel corso della sua attività operativa con la bandiera peruviana la nave ha preso parte a diverse esercitazione tra cui la UNITAS e nel 1970 prese parte alle operazioni di soccorso alle popolazioni colpite dal terremoto che interessò la regione di Ancash.
Nel 1963, in seguito alla creazione del Servicio de Aviación Naval un elicottero Bell 47G operò a bordo dell'unità.
La nave venne ritirata dal servizio attivo il 9 giugno 1981, e rinominata Pontón Perú (UAI-113), il 30 maggio 1982, quando il nome Coronel Bolognesi venne assegnato ad un cacciatorpediniere della classe Friesland entrato in servizio nella Marina de Guerra del Perú il 14 giugno 1982 che i peruviani avevano acquistato dai Paesi Bassi.
Il  Pontón Perú (UAI-113) venne radiato il 20 settembre 1982 e demolito a Taiwan nel 1985.

### Nome
Il nome Coronel Bolognesi, ricorrente nella Marina de Guerra del Perú, è in onore del colonnello Francisco Bolognesi Cervantes, eroe della Guerra del Pacifico, combattuta dal Perù contro il Cile alla fine dell'Ottocento.
Attualmente il nome è stato assegnato ad una fregata lanciamissili tipo Lupo della classe Aguirre, sottoclasse della classe Carvajal. L'unità è l'ex fregata italiana Perseo, costruita nel Cantiere navale di Riva Trigoso ed entrata in servizio nella Marina Militare Italiana il 1º marzo 1980 ed essere andata in disarmo nel 2005 è stata acquistata dal Perù, entrando a far parte della Marina de Guerra del Perù il 23 gennaio 2006, quando il pabellón nacional è stato innalzato per la prima volta a bordo dell'unità; la nave, ribattezzata Coronel Bolognesi e riammodernata dalla Fincantieri negli stabilimenti di La Spezia, è entrata in servizio il 18 luglio 2006 raggiungendo la sua nuova base operativa di El Callao nel Pacifico il 18 agosto successivo.